# Jadwiga Łuszczewska

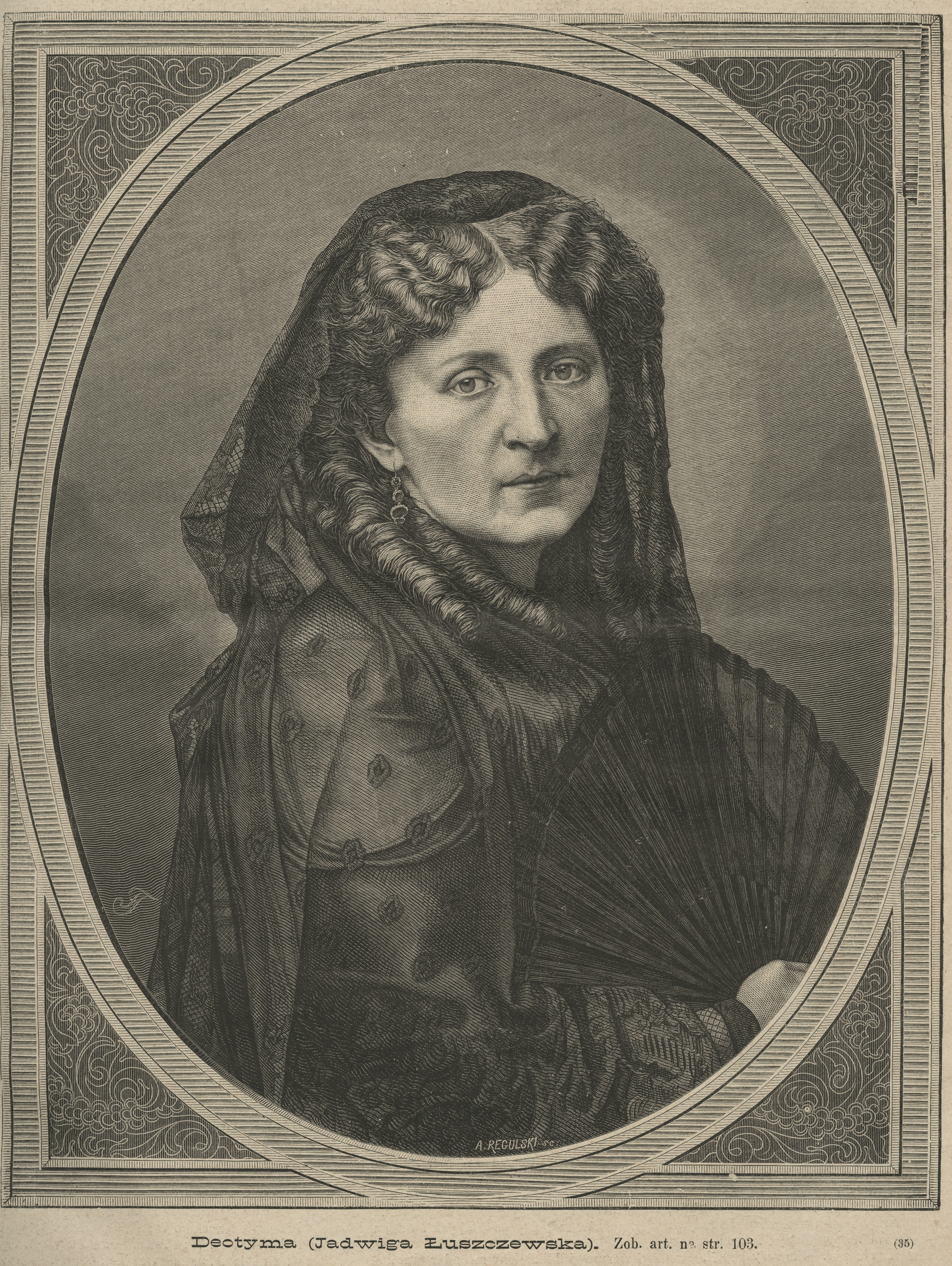
Portrait de Jadwiga Łuszczewska

Jadwiga Łuszczewska, connue également sous le pseudonyme Deotyma, est une écrivaine, poétesse, improvisatrice et salonnière polonaise, née le 1er août 1834 à Varsovie et décédée le 23 septembre 1908 dans cette même ville. 

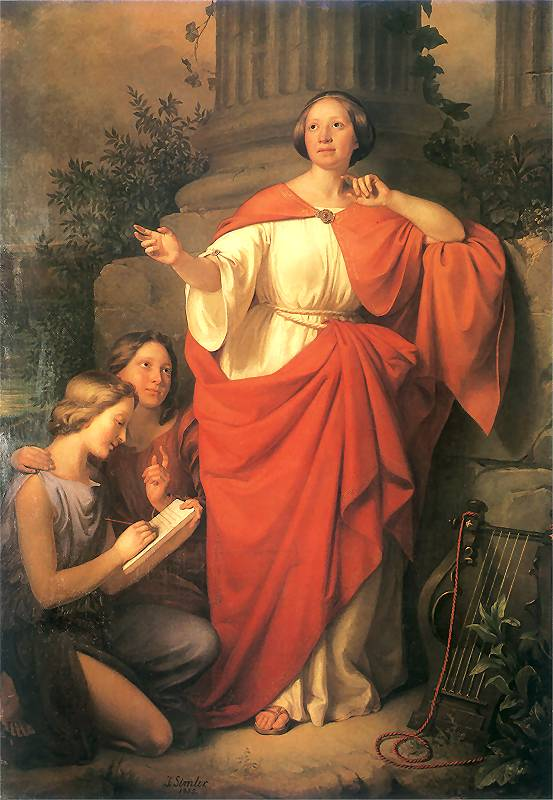
Jadwiga Łuszczewska peinte par Józef Simmler en 1855

## Cadre familial et enfance
Le père de Jadwiga, Władysław Łuszczewski, portant le titre de chambellan impérial, occupait la fonction de conseiller d'État et était l'un des collaborateurs de la Bibliothèque de Varsovie ( Biblioteka Warszawska), magazine littéraire et artistique jouissant d'une très bonne réputation, en parution mensuelle entre 1841 et 1914). La mère de l'écrivaine, Magdalena née Żółtowska, était acclamée pour sa grande beauté. La jeune fille était élevée dans une atmosphère patriotique, où une grande place était réservée à la littérature polonaise et à l'histoire. En effet, le contexte politique du peuple polonais - le partage du pays entre trois grandes puissances voisines - encourageait les familles avec les moyens financiers d’élever leurs enfants dans un esprit patriotique et pieux. Les parents de Jadwiga organisaient chaque semaine dans leur demeure un salon littéraire et artistique et accueillaient chez eux de nombreuses personnalités issues de l'élite intellectuelle varsovienne, qui venaient écouter ou déclamer des poèmes, des dialogues et des improvisations. On pouvait également y écouter de la musique et des chants venaient égayer les soirées. Parmi les invités, on peut citer : Andrzej Zamoyski, Wacław Szymanowski,  Edward Dembowski, Stanisław Moniuszko, Kazimierz Lubomirski, Narcyza Żmichowska, Maria Kalergis et bien d'autres. La jeune Jadwiga est très tôt férue de littérature : elle connaissait par cœur les chants patriotiques de La vieille Pologne de Julien-Ursin Niemcewicz, lisait les écrits de Plutarque grâce à la traduction réalisée par le poète Ignacy Krasicki, les œuvres des philosophes Josef Hoëné-Wroński et Louis-Claude de Saint-Martin lui étaient bien connues et la lecture favorite de son enfance était  La Rose de Tannebourg de l'écrivain allemand Christoph von Schmid. Ainsi préparée, ses parents acceptèrent son apparition au salon lorsqu'elle atteint l'âge de 15 ans. 

## Début de célébrité et voyages
Très vite les invités du salon et la famille remarquent le don exceptionnel de Jadwiga pour l'improvisation de poèmes. Ce talent est reconnu et célébré dans tout le pays. Au début son père tente de noter les paroles de sa fille mais, ne parvenant pas à écrire à la vitesse étonnante de déclamation, cette initiative est abandonnée. De nouvelles personnes s'invitent aux réunions, curieux de rencontrer la jeune fille.  Jadwiga improvisait sur différentes thématiques : les dilemmes moraux, les beaux-arts, la beauté de la nature étaient ses principales sources d'inspiration. Toujours sous la tutelle de ses parents, elle fit en leur compagnie de nombreux voyages sur les anciennes terres polonaises et à l'étranger. Ces excursions avaient un but pédagogique et patriotique, car elles permettaient les rencontres avec des compatriotes résidant un peu partout en Europe. Ainsi, en 1854 elle discuta avec le dramaturge franc-maçon Franciszek Wężyk à Karlsbad, en 1855 elle fit connaissance avec Joachim Lelewel à Bruxelles. Elle visita également Paris, Vienne et Venise.

## Exil en Sibérie et retour à Varsovie
Après le début de l'insurrection de Janvier 1863, Wacław Łuszczewski abandonne sa dignité de chambellan du tsar ce pourquoi il est arrêté et, en 1863, envoyé dans les profondeurs de l'Empire russe. Deotyma décide d'accompagner son père et, jusqu'en 1865, se trouve en exil politique en Sibérie, d'où elle écrit des lettres à sa mère. Cette correspondance regorge de détails sur la vie quotidienne en Sibérie. À son retour, elle perd son père en 1867 et sa mère décède deux ans plus tard. Deotyma trouve alors le réconfort dans une amitié étroite avec Eugenia Wolff (née Zdzieniecka) et participe à l’organisation d’un salon littéraire semblable à celui orchestré jadis par ses parents. Les "jeudis littéraires" se sont tenus à Varsovie. Hipolit Skimborowicz (de), Antoni Edward Odyniec (en), Artur Oppman (en), J. A. Święcicki, C. Jankowski, K. J. Jasiński, F. Hoesick faisaient partie des invités. Les sujets des réunions excluaient les questions érotiques et les discussions elles-mêmes flottaient loin des problèmes de la vie quotidienne. 
Elle s'est retirée de la vie mondaine à cause de sa maladie. Jadwiga Łuszczewska décède le 23 septembre 1908 et repose au cimetière de Powązki.

## Œuvres
En 1854, Deotyma publie son premier volume d'Improvisations et de poésie à Varsovie.
Dans un cycle de poèmes épiques intitulé La Pologne en chanson, (Polska w pieśni), elle s'est fixée pour objectif de décrire l'histoire de son pays natal. Ces poèmes ont été créés pendant plusieurs dizaines d'années. Le cycle s'étendait depuis l'époque légendaire, intitulée Lech (1859) jusqu'à l'œuvre inachevée Sobieski à la bataille Vienne (Sobieski pod Wiedniem) (1908). Les poèmes, cependant, n’ont pas suscité l’éloge de la critique.
Sa popularité a été gagnée par les romans historiques destinée à la jeunesse, notamment Panienka z okienka (La jeune fille à la fenêtre) (1893), Branka w jasyrze et Pamiętnik (Mémoires) couvrant les années 1834-1897. Elle est également l'auteure du roman de science-fiction Zwierciadlana zagadka (L'énigme du miroir) (1879). 